# 七七憲章

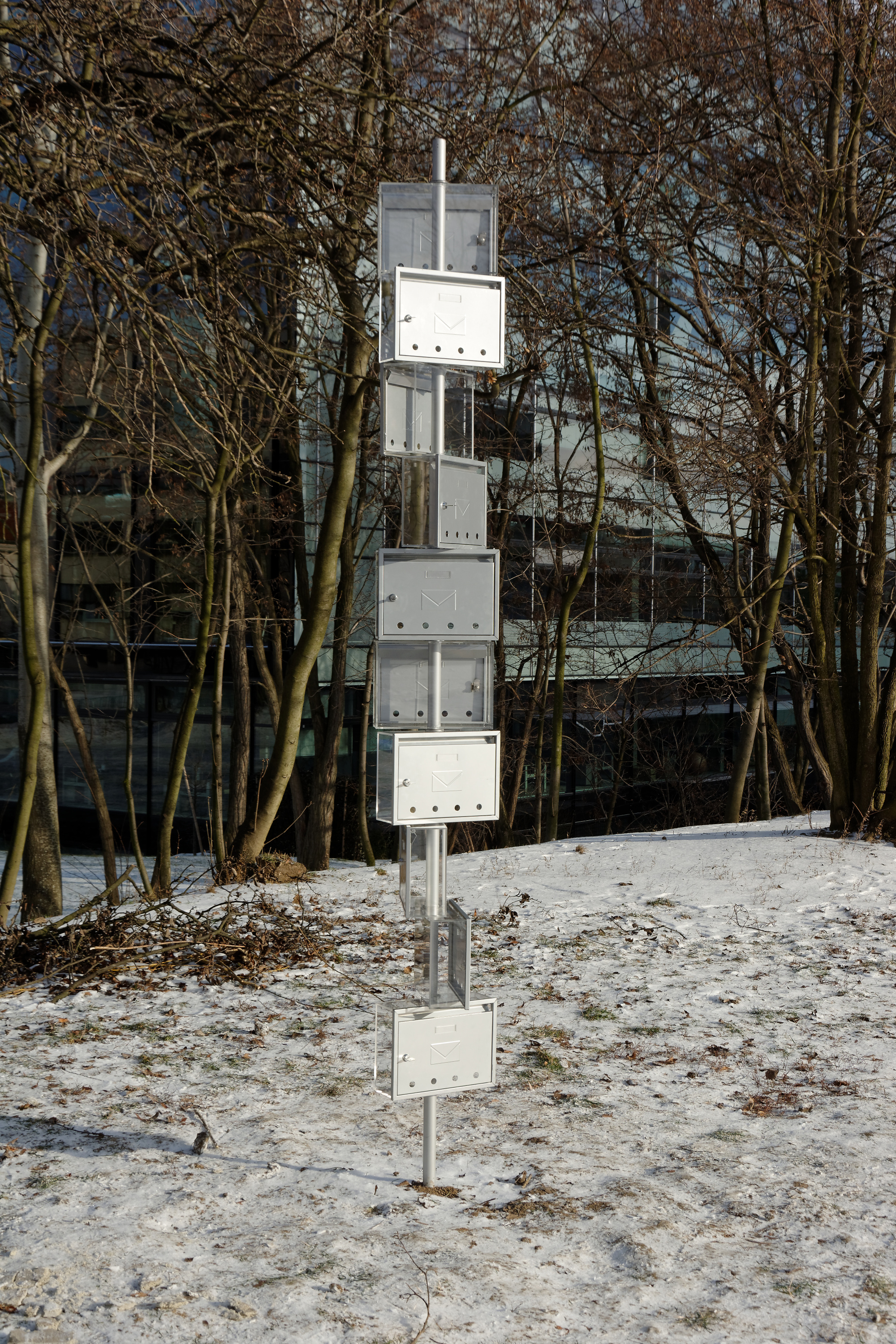
布拉格七七宪章纪念碑

七七憲章（捷克語：Charta 77），為捷克斯洛伐克反體制運動的象徵性文件，在1977年公佈。發起人包括瓦茨拉夫·哈维尔、雅恩·帕托什卡、伊希·哈耶克、巴韋爾·蘭道夫斯基、雅罗斯拉夫·塞弗尔特、瓦茨拉夫·本达和路德维克·瓦楚里克等人。
七七憲章主要內容是要求捷克斯洛伐克政府遵守1975年《赫爾辛基協約》中的人權條款、公民權和人權尊嚴，「促進每個捷克洛伐克公民作為自由人生活和工作的可能性的實現」。

## 影響
许多人认为，在80年代中期以前，七七宪章运动在社会公众中的影响不大，没有形成像波兰团结工会那样的大规模公民运动。成立之初有242人签名七七憲章。到1987年底，签名者達到一千多人。这个数字雖然在整个社会人口中的比例看似微不足道，但是七七宪章运动对社会的影响并不在于其签名者人数的多少。政府对宪章运动者的逮捕和镇压是公众避免直接參與、簽名的主要原因。另一方面，政府發起的鎮壓、反宣傳與反運動，也使許多生活在捷克斯洛伐克極權下的人了解這一文件與運動。
七七宪章运动的号召力，表现在公众对保障人权的赞同以及对地下文化活动的积极参加上。为保障人权，七七宪章运动不断发布文件，批评现体制下的各种经济、文化、社会政策，这些文件作为地下出版物出版，影响广泛。宪章运动提倡人权、公民自由等观念，与社会上宗教信仰者的价值观在一定程度上吻合，吸引了宗教信仰者群体的支持和积极参加，与人类的天性相吻合，吸引了许多公民参加。七七憲章的主要成员是知识分子，他们的地下文化活动对公众有着强烈的吸引力。从举办地下大学开始，地下文化活动逐渐扩展到其他方面，如地下出版活动。他们出版的小说、戏剧、诗歌、评论，受到了公众的广泛欢迎。宪章运动者还支持年轻人独立的文化生活，如流行音乐，这对年轻一代产生了很大影响。
七七憲章运动的主要成员哈维尔、扬·帕托契卡、瓦茨拉夫·本达等，都是国内外著名的哲学家和知识分子，哈维尔的《无权者的权力》、本达的《平行政体》等，在国内外都有广泛影响。持不同政见者活动已经在政府所掌控的社会之外形成了一个第二体制或平行体制。1970-1980年代在捷克斯洛伐克官方管辖范围之外，还存在着潜在的各种群体或公民力量，他们不赞同官方的价值观，不参与官方的活动。这些人游离于共产党政治宣传控制之外，用哈维尔的话说：就是人人“过自己的生活”。地下出版物、地下大学、地下教堂等都是当时状况的反映。
1980年代以后，从七七憲章组织发表的文件可以看出，宪章运动者不仅对公民自由权遭侵犯的情况进行通报，而且逐步成为政府政治、经济、环境和文化政策的批评者。通过在国内问题上发布声明，向政府提出可行性建议和替代政策，七七憲章运动逐渐在捷克斯洛伐克社会扮演了非官方发言人的角色。
七七宪章运动者们认为，社会应该发展独立于官方的文化空间，在政府控制的文化体制之外创造出有自己结构的第二文化。运动创始人之一瓦茨拉夫·本达在其《平行政体》一书中建议：“我们能够缓慢地但确定性地创造出平行的结构，至少在有限的程度内能够补充官方结构中缺少的但又是非常有必要的功能。”建立平行文化或者第二文化，就是建立平行体制的起点。通过多年的鼓励、支持和举办地下文化活动，七七憲章运动逐渐在捷体制之外形成了第二文化圈。这些第二文化或地下文化活动，包括举办非官方学校、私人音乐会、展览、戏剧表演、出版地下出版物等。非官方的帕托契卡大学就是宪章运动者发起创办的，它请来讲课的人经常是一些因观点标新立异而被开除或取消专业工作资格者。另外，还有许多人在自己的公寓里进行私人教学，在郊外或乡村举办不受官方审查的戏剧表演和文化展览。持不同政见的知识分子所写的评论、短文则大量发表在地下出版物上，其中一些出版物在国外出版后运回国内，在热衷地下文化的文艺爱好者中传阅。1984年10月，七七憲章运动最初的签名者之一雅罗斯拉夫·塞弗尔特被授予诺贝尔文学奖，代表着非官方文化所取得的成就。对于宪章运动者来说，他们从事各种活动的目标并不是要对抗和推翻政府，第二文化现象已经为部分公民创造出了在文化、教育、学术研究等方面独立于官方的替代选择。
2008年中國的零八憲章亦受其影響。